# Asar-i Tevfik (skib, 1870)

Asar-i Tevfik var et tyrkisk panserskib, bygget i Frankrig. Skibet var bestilt af den egyptiske khedive (vicekonge) Ismail til den egyptiske flåde, men landets økonomiske formåen rakte ikke til købet, så i stedet blev kontrakten overtaget af det osmanniske rige (nutidens Tyrkiet), der var i fuld gang med at udbygge sin flåde. Navnet betyder Tegnet på Guds hjælp.

## Konstruktionen
Skibet blev bygget på værftet i La Seyne ved Toulon i Frankrig og mindede i sin udformning om de samtidige franke panserkorvetter af Alma-klassen, med en kombination af kanoner i delvist afskærmet kanonstilling ("barbette") og på et traditionelt kanondæk. I modsætning til Alma-klassen var skibet bygget af jern, og kan derfor snarere ses som en (mindre) forløber for den senere franske Colbert-klasse.
Artilleriet var opstillet med tre 22,9 cm kanoner i hver bredside i centralbatteriet, samt yderligere to 22,9 cm kanoner i hver sin barbette, hævet et dæk over de øvrige. Alle kanonerne var riflede forladere fra Armstrong, og hver kanon vejede 12,5 ton. Panseret var smedejern, koncentreret omkring det centrale batteri, og desuden ført videre i et smalt bælte langs vandlinjen.

## Tjeneste
Skibet blev officielt overtaget af Tyrkiet inden stabelafløbningen i 1868, så det kom aldrig til at bære det oprindeligt tiltænkte navn Ibrahimieh. Asar-i Tevfik indgik i den osmanniske flåde i 1870 og deltog i den russisk-tyrkiske krig i 1877-1878 uden at gøre sig specielt bemærket.
Armstrong kanonerne blev efterhånden forældede, så for at bevare skibets kampkraft fik det omkring 1891 nye kanoner. De seks forladere i batteriet blev ganske vist bevaret, men de to i barbetterne blev erstattet af 21 cm bagladere fra Krupp, og til forsvar mod torpedobåde blev der opstillet to 87 mm og to 65 mm kanoner, også fra Krupp.
Den tyrkiske flåde var i denne periode præget af, at skibene lå i havn ved Konstantinopel (nu Istanbul) i årevis. Da der igen blev brug for dem, i 1897 under den græsk-tyrkiske krig, var besætningerne så uerfarne, at Asar-i Tevfik lige som de øvrige skibe måtte opgive at sejle ud i Ægæerhavet.
I 1899 blev skibet sendt til Genova for at blive ombygget hos Ansaldo, men ombygningen blev ikke gennemført, og i stedet tog det den lange tur til Krupps Germaniawerft i Kiel, hvor det blev totalt ombygget i perioden 1903-1906. Hele det øverste dæk blev fjernet og alle de gamle kanoner blev skiftet ud med nye. Der kom en 15 cm kanon på fordækket, flankeret af to andre omkring kommandobroen. I centralbatteriet kom der seks 12 cm kanoner, plus én mere på agterdækket. Som værn mod mindre skibe blev der opstillet seks 57 mm og tre 47 mm kanoner. Det gamle panser blev suppleret med et nyt dækspanser, og maskineriet blev ligeledes udskiftet. Rigningen forsvandt også, og de tre master erstattet med en enkelt kraftig militærmast.
Under den første Balkankrig i 1912-1913 opretholdt den græske flåde en blokade af indsejlingen til Konstantinopel. På papiret var den tyrkiske flåde den største, og to gange (16. december 1912 og 4. januar 1913) deltog Asar-i Tevfik sammen med resten af den aktive flåde i træfninger med den græske. Disse to tyrkiske forsøg på at jage den græske flåde væk, mislykkedes begge. Derefter blev Asar-i Tevfik sendt til Sortehavet, for at støtte et flankeangreb på de fremrykkende bulgarske tropper. Angrebet bestod blandt andet i en landsætning af tropper 8. februar 1913, støttet af Asar-i Tevfik og slagskibet Mesudieh. Bulgarerne gik imidlertid til modangreb, og tropper og materiel måtte udskibes igen. Efter udskibningen beskød Asar-i Tevfik de bulgarske stillinger, men kom for tæt på kysten og gik så voldsomt på grund, at skibet ikke kunne komme fri ved egen kraft. På grund af den bulgarske beskydning kunne skibet ikke bjerges, og det måtte opgives. Det bulgarske artilleri kunne herefter stille og roligt gennemhulle Asar-i Tevfik, og vinterstormene gjorde arbejdet færdigt.